# Gian Galeazzo Visconti
Gian Galeazzo Visconti (Pavia, 16 oktober 1351 — Melegnano, 3 september 1402) was de zoon van Galeazzo II Visconti en de eerste hertog van Milaan.

## Levensloop

### Jeugd en eerste huwelijk
Gian Galeazzo Visconti werd op 16 oktober 1351 in Pavia geboren als oudste zoon van Galeazzo II Visconti en Blanche van Savoye. Tijdens een bezoek aan Milaan werd hij in januari 1356 op vierjarige leeftijd geridderd door keizer Karel IV van Luxemburg. Vanaf jonge leeftijd toonde hij grote scherpzinnigheid, interesse in de studie van de wetenschappen en bijzondere militaire vaardigheden. Hij was hierin een uitzondering onder de Visconti's.
Eind november 1360 trouwde hij met Isabella van Frankrijk, dochter van koning Jan II van Frankrijk. Isabella stierf op 11 september 1372 bij de geboorte van haar vierde kind Carlo. Beiden werden begraven in de San Francesco-kerk in Pavia.

### Heer van Pavia en tweede huwelijk
In 1378, na de dood van zijn vader, werd Gian Galeazzo de nieuwe heer van Pavia. Op 5 september stuurde hij een verzoek naar Urbanus VI om dispensatie te krijgen voor het huwelijk tussen zijn zoon Azzone en Elisabetta, een van de jongste dochters van zijn oom Bernabò, de heer van Milaan. De twee zouden trouwen zodra ze de juiste leeftijd hadden bereikt en Azzone zou de enige erfgenaam van de heerschappij van Milaan worden. Bernabò beloofde Gian Galeazzo te steunen in diens poging om de hand te krijgen van Maria, dochter van koning Frederik III. Deze onderneming werd gesteund door de paus die geen vrouw als de nieuwe heerser van het eiland wilde.
Anderzijds moest Galeazzo zijn oom beloven dat de heerschappij van Milaan niet zou overgaan op de kinderen die hij kreeg met zijn nieuwe vrouw. Het huwelijk tussen Gian Galeazzo en Maria heeft echter nooit plaatsgevonden vanwege de tegenstand van de Siciliaanse baronnen, gesteund door Maria's grootvader Peter IV van Aragón. Ook het huwelijk tussen Azzone en Elisabetta vond geen doorgang door het voortijdig overlijden van de jongen op circa twaalfjarige leeftijd in 1380.
Op 29 augustus 1378 sloot Gian Galeazzo in Pavia vrede met Amadeus VI van Savoye in ruil voor de overdracht van het markgraafschap Ivrea en enkele leengoederen in Piemonte, terwijl de in Piemonte gelegen steden Asti en Vercelli trouw aan hem zwoeren. Op 21 november veranderde de vrede in een alliantie.
In 1380 trouwde Gian Galeazzo met zijn nicht Caterina Visconti, een andere dochter van Bernabò, in de kapel van het Visconti-kasteel in Pavia.

### Staatsgreep in Milaan (1385)
Toen Gian Galeazzo zag dat zijn Franse allianties werden bedreigd door de huwelijkspolitiek van zijn oom Bernabò, nam hij drastische maatregelen. Op 6 mei 1385 reisde Gian Galeazzo van Pavia naar Milaan, zogenaamd voor een pelgrimage naar het heiligdom van Santa Maria del Monte boven Varese. Bernabò besloot hem te verwelkomen buiten de Porta Vercellina, in het Sint-Ambrosiushospitaal in Milaan. Hoewel velen het hem afraadden, ging Bernabò naar de ontmoeting op een muilezel, alleen vergezeld door zijn zonen Rodolfo en Ludovico en een paar gewapende mannen, terwijl Gian Galeazzo arriveerde met 500 lansiers. Bernabò en zijn gezelschap werden gemakkelijk omsingeld en gevangengenomen door de mannen van Gian Galeazzo. De forten bij de stadspoorten gaven zich over, met uitzondering van het fort van de Porta Romana, dat stand hield tot de volgende dag. Na de val van Milaan gaven in de weken erna alle belangrijke steden van de Signoria zich over. In augustus, na twee maanden belegering, viel ook de citadel van Brescia, waar Gianmastino Visconti, de vijftienjarige zoon van Bernabò, met steun van de Gonzaga's zijn toevlucht had gezocht. De jongen week uit naar Venetië.
Gian Galeazzo probeerde zijn staatsgreep tegenover andere Italiaanse heerlijkheden en buitenlandse staten te rechtvaardigen door de heerschappij van Bernabò als onwettig voor te stellen, omdat diens positie als "keizerlijk vicaris" (de lokale rijksvoogd) na de dood van keizer Karel IV niet zou zijn bevestigd door de nieuwe keizer Wenceslas van Luxemburg. In werkelijkheid had Wenceslaus Bernabò gelegitimeerd en in ieder geval zou het de taak van de keizer zijn geweest om hem af te zetten en niet die van zijn neef. Hij benadrukte ook de wreedheid en repressie van zijn oom en hij beschuldigde hem van moordpogingen op Gian Galeazzo en zijn moeder, ontvreemding van diens leengoederen en zelfs hekserij.
Bernabò stierf op 19 december 1385 op 62-jarige leeftijd, mogelijk door vergiftiging. Gian Galeazzo betaalde de plechtige begrafenis van zijn oom-schoonvader om hem niet tot martelaar te maken. De volgende dag werd Gian Galeazzo officieel heer van Milaan en daarmee alleenheerser van de machtigste Italiaanse signoria, die zich uitstrekte van Alba tot Brescia en van Ticino tot Reggio Emilia.
In juni beviel zijn vrouw Caterina van hun eerste dochter, die elf dagen later overleed. Gian Galeazzo en Caterina beloofden vervolgens aan de Madonna dat ze de naam Maria aan al hun mannelijke kinderen zouden toevoegen, als ze hun andere kinderen zou schenken. Op 7 september 1388 beviel Caterina van haar eerste zoon, Giovanni Maria, de latere hertog van Milaan.
Op 31 januari 1388 overleed de moeder van Gian Galeazzo, Blanche van Savoye, in Pavia. Ze werd begraven in de kerk van het clarissenklooster Santa Chiara la Reale, dat in 1380 door haar was gesticht.

### Allianties
In november 1385 vormde Gian Galeazzo een militair verbond met Florence, Pisa, Lucca, Siena, Perugia en Bologna om de huursoldaten te bestrijden die in Italië huishielden. In juli 1386 sloot hij een tienjarig bondgenootschap met de families Da Carrara (Padua), Este (Ferrara) en Gonzaga (Mantua). De partijen beloofden elkaar te steunen tegen elke interne of externe dreiging.
Met betrekking tot het Westers Schisma (1378-1417) nam hij aanvankelijk geen standpunt in ten gunste van paus Urbanus VI of tegenpaus Clemens VII. Hij had echter meer affiniteit met de tegenpaus en was korte tijd in conflict met Urbanus toen deze hem de titel koning niet wilde verlenen.
Op 17 augustus 1389 in Melun trad Gian Galeazzo's dochter Valentina in het huwelijk met Lodewijk I van Valois-Orléans, de jongere broer van koning Karel VI van Frankrijk. Bij de verloving in januari 1387 te Parijs was afgesproken dat Visconti het enorme bedrag van 400.000 gouden florijnen zou betalen en bovendien Asti met het omliggende platteland en vele kastelen in Piemonte aan de Fransen zou overdragen. In ruil daarvoor kreeg zijn dochter de kans koningin van Frankrijk te worden, als Karel VI stierf zonder mannelijke erfgenamen. Het bedrag zorgde voor nogal wat onvrede onder de bevolking, die gedwongen werd de kosten te dragen, en had een eeuw later desastreuze gevolgen voor Milaan ten tijde van Ludovico il Moro, aangezien Lodewijk XII van Frankrijk dit als voorwendsel gebruikte om in 1499 het hertogdom binnen te vallen.

### Expansie
Toen Gian Galeazzo eenmaal stevig in het zadel, wilde hij zijn macht verder uitbreiden. Gesteund door Francesco I van Carrara (Padua) en Francesco I Gonzaga (Mantua) verdreef hij in 1387 de Scaligeri uit Verona en Vicenza. Verona werd ingelijfd bij Milaan, terwijl de Gonzaga's enkele kastelen terugkregen die door de Veronezen waren ingenomen. Hij droeg Vicenza echter niet over aan Francesco da Carrara – zoals was afgesproken – maar aan zijn vrouw Caterina Visconti, die via haar moeder Regina della Scala een nicht was van Antonio I della Scala, de verdreven heer van Verona.
Francesco da Carrara was woedend. Hij zocht steun bij andere Italiaanse heersers en beledigde Visconti in het bijzijn van zijn ambassadeurs. In juni 1388 verzekerde Visconti zich op zijn beurt van de steun van Amadeus VII van Savoye, Francesco I Gonzaga, Alberto V d'Este, de Venetiaanse doge Antonio Venier en het patriarchaat Aquileia om oorlog te voeren tegen Da Carrara. Visconti beloofde onder andere Treviso en Ceneda over te dragen aan Venetië, terwijl Ferrara Este en de omliggende kastelen zou krijgen. Francesco I da Carrara, die op leeftijd was, droeg de heerschappij over aan zijn zoon Francesco Novello en besloot Padua te verlaten en zich te verschansen in Treviso. De gezamenlijke inval door de Milanese en Venetiaanse legers leidde ten slotte tot de overgave van Padua op 28 december 1388 en Gian Galeazzo kon alle heerlijkheden van de Carraresi aan zijn machtsgebied toevoegen. Dit keer respecteerde Visconti de afspraken met zijn bondgenoten en kregen ze wat was afgesproken.

### Inval in Toscane (1390-1392)
In maart 1390 hernieuwde Gian Galeazzo de defensieve alliantie met Amadeus VII van Savoye en sloot er één met Carlo I Malatesta (Rimini). Een maand later marcheerde het Milanese leger Toscane binnen, waar het zich aansloot bij de troepen van zijn bondgenoten Siena en Perugia. De aanval was gericht tegen zowel Florence als Bologna, de hoofdstad van de aangrenzende regio Emilia-Romagna. Visconti beschuldigde de beide steden/stadstaten van verraad bij de confrontaties met zijn oom, de Scaligeri en de Carraresi en van plannen om heel Italië te veroveren. De Florentijnen huurden als commandant van hun leger Giovanni Acuto (John Hawkwood) in, de vermaarde condottiere van Engelse afkomst, voor wie dit zijn laatste campagne zou zijn. Acuto was een schoonzoon van Bernabò en een bittere vijand van Gian Galeazzo.
Het beleg van Bologna moest in juni worden opgebroken omdat er onrust uitbrak in Padua en Verona. Er gingen troepen naar beide steden om de opstanden neer te slaan. Eerst werd Verona geplunderd als waarschuwing voor andere steden, zoals Bergamo, Brescia en Cremona, die al lieten doorschemeren hun voorbeeld te willen volgen. Vervolgens werd ook de Milanese macht hersteld in Padua, waar Francesco Novello da Carrara een poging had gedaan de stad te heroveren. In augustus lukte het Francesco Novello toch om met steun van de Florentijnen en Venetianen, die hertog Stefanus III van Beieren-Ingolstadt (een andere schoonzoon van Bernabò Visconti en de schoonvader van Karel VI van Frankrijk) tussenbeide lieten komen, het Milanese garnizoen in Padua tot overgave te dwingen. Vervolgens wist Francesco Novello ook Alberto V d'Este, de heer van Ferrara en Modena in Emilia-Romagna, aan zijn kant te krijgen, waardoor deze een vijand van Visconti werd.
In 1391 werden de vijandelijkheden hervat. Gian Galeazzo raakte steeds meer bondgenoten kwijt. Zijn tegenstanders trokken op naar Mantua, waar Francesco I Gonzaga zich bij hen aansloot. Ondertussen hadden de Florentijnen met geld en beloften graaf Jan III van Armagnac weten over te halen om met een leger tegen Visconti naar Italië af te reizen. Bovendien behoorde Jan van Armagnac als zwager van Carlo Visconti ook tot de uitgebreide schoonfamilie van wijlen Bernabò Visconti. Noch de koning van Frankrijk, noch Amadeus VII van Savoye probeerden hem op enigerlei wijze tegen te houden, hoewel zij bondgenoten waren van de heer van Milaan.
Acuto viel in mei Lombardije binnen met een leger van ongeveer 20.000 man, voornamelijk troepen uit Florence, Bologna en Padua. De expeditie trok via de provincie Brescia naar de provincie Bergamo tot aan de rivier Adda, die ze niet wisten over te steken. Hierna trokken ze zich terug in de provincie Cremona om op versterking van de Franse troepen te wachten, maar ze werden opgejaagd door het iets grotere Milanese leger, eerst naar Brescia en vervolgens naar Padua, zonder echter ermee in botsing te komen, afgezien van enkele schermutselingen.
Omdat Jacopo Dal Verme, de Milanese legeraanvoerder, besefte dat het westelijke front van de signoria kwetsbaar was, ging hij, nadat hij het door de Bolognese troepen bedreigde Parma had versterkt, eerst naar Tortona en vervolgens naar Alessandria in Piemonte, bij de grens met Lombardije. Op 25 juli 1391 vond hier de Slag bij Alessandria plaats tussen de Milanese huurlingen en het Franse leger van Jan van Armagnac. De gevechten eindigden in een totale nederlaag van de Fransen, van wie velen werden gedood of gevangengenomen, onder wie Jan van Armagnac zelf, die de volgende dag aan zijn verwondingen overleed. De overgebleven Fransen werden gedwongen eerst naar het markgraafschap Montferrat in Piemonte te vluchten en vervolgens terug te keren naar hun thuisland.
Nadat Acuto zich had teruggetrokken en de graaf van Armagnac was verslagen, viel het Milanese leger Toscane binnen. Versterkt door hun Sienese bondgenoten richtten ze zich op Florence en de omgeving van Pistoia, waar ze echter tot tweemaal toe door Acuto werden verslagen. De Milanezen trokken zich eerst terug in de streek rond Lucca en gingen vervolgens naar Pisa, om te voorkomen dat doge Pietro Gambacorti de Florentijnen steunde. Gian Galeazzo liet ook enkele galeien bouwen om elk vrachtschip te onderscheppen dat de vijand probeerde te bevoorraden. Gambacorti bleef partij kiezen voor de Florentijnen en nadat hij met hen overeenstemming had bereikt, probeerde hij hun in een groot konvooi voorraden te sturen. Niccolò Pallavicino kwam erachter en rapporteerde het aan Dal Verme, die op 16 december een hinderlaag plaatste voor het Florentijnse escorte nabij Cascina, de vijand versloeg en alle goederenwagens veroverde. Niccolò Pallavicino was de heer van de Stato Pallavicino, een ministaatje tussen Cremona, Piacenza en Parma, dat onderhorig was aan Milaan.
De Florentijnen wendden zich vervolgens tot de diplomatie en vroegen om de tussenkomst van paus Bonifatius IX, die Riccardo Caracciolo als bemiddelaar stuurde. Op 20 januari 1392 werd in Genua vrede bereikt. Volgens de overeenkomsten trokken de Visconti's zich terug uit Toscane, met behoud van de gebieden die ze hadden veroverd, terwijl Padua en het omringende gebied in het bezit bleven van Francesco Novello da Carrara tegen betaling van een grote som geld aan Gian Galeazzo.

### Mantua en Genua onder vuur
In april 1392 viel het Milanese leger de drie kastelen aan die Visconti eerder aan Francesco I Gonzaga had overgedragen. Gonzaga ging daarop naar de paus die ermee instemde een nieuwe anti-Visconti-liga van tien jaar te vormen, waarbij Florence, Pisa, Bologna, Ferrara, Padua, Genua, Forlì en Imola zich al snel aansloten, terwijl hij de Republiek Venetië niet kon overtuigen. In oktober stierf Pietro Gambacorti, de doge van de republiek Pisa. Zijn opvolger was Jacopo I Appiano, die de stadstaat onmiddellijk liet overlopen naar Visconti door 300 Milanese lansiers te verwelkomen. Kort daarna begonnen de Florentijnen, mogelijk in verband met een ziekte die in de stad woedde, vredesonderhandelingen.
In de jaren 1393-1395 probeerde Visconti de meren van Mantua droog te leggen door de grote brugdam van Valeggio te bouwen, maar de rivier Mincio trad buiten haar oevers en zorgde ervoor dat het centrale deel instortte en het plan mislukte.
In 1394 sloot Visconti een verbond met koning Karel VI van Frankrijk met als doel de verovering van Genua. Een Frans huurlingenleger reisde inderdaad via Piemonte naar Ligurië en belegerde Genua, maar ze wisten de stad niet in te nemen. Hun succes beperkte zich tot de verovering van de kuststeden Savona en Albenga, ten westen van Genua. Twee jaar later brak Karel VI met Gian Galeazzo en richtte een anti-Visconti-verbond op met Florence, Bologna, Ferrara, Mantua en Padua. Karel VI wist in datzelfde jaar Genua niet met geweld maar met geld te bemachtigen, want toen besloot Antoniotto I Adorno, de doge van Genua, die zowel in de stad als daarbuiten veel vijanden had, de stad aan de hoogste bieder te verkopen. Dit werd Karel VI, die hem 40.000 florijnen, twee kastelen in Frankrijk en andere privileges aanbood, waaronder de gelegenheid doge van de stad te blijven.

### Hertog van Milaan (1395)

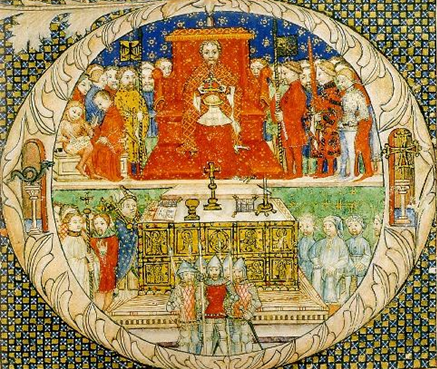
Anovelo da Imbonate, De kroning van Gian Galeazzo Visconti, 1395, missaal, ms. 6, Bibliotheek van de Sint-Ambrosiusbasiliek, Milaan

In 1394 stuurde Visconti zijn vertrouweling, de geleerde franciscaan Fra Pietro Filargo da Candia – de latere aartsbisschop van Milaan en tegenpaus Alexander V – naar rooms-koning Wenceslaus met het verzoek om verheven te worden tot hertog van Milaan in ruil voor 100.000 florijnen.  Op 5 september 1395 vond de inauguratie plaats op het plein voor de Sint-Ambrosiusbasiliek in Milaan. De keizerlijke adelaar verscheen op het wapen van het hertogdom en zou later ook worden behouden door de Sforza's.
In 1396 gaf de rooms-koning toestemming Pavia te verheffen tot graafschap, waarvan de overerfbare titel werd toegekend aan de troonopvolger. 

### Overlijden

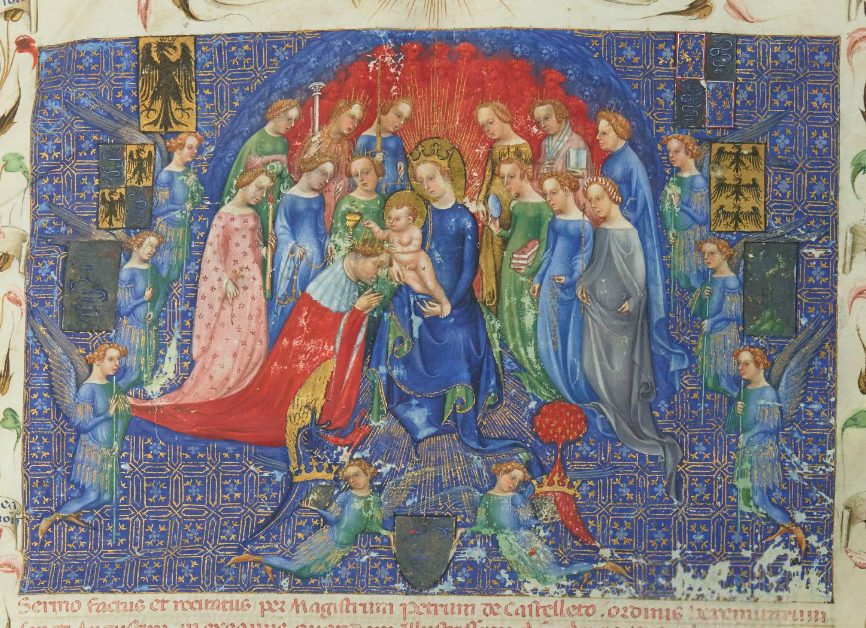
Michelino da Besozzo, Elegie op de dood van Gian Galeazzo Visconti: kroning door Christus en Maria, 1403, ms. lat. 5888, Bibliothèque Nationale, Parijs

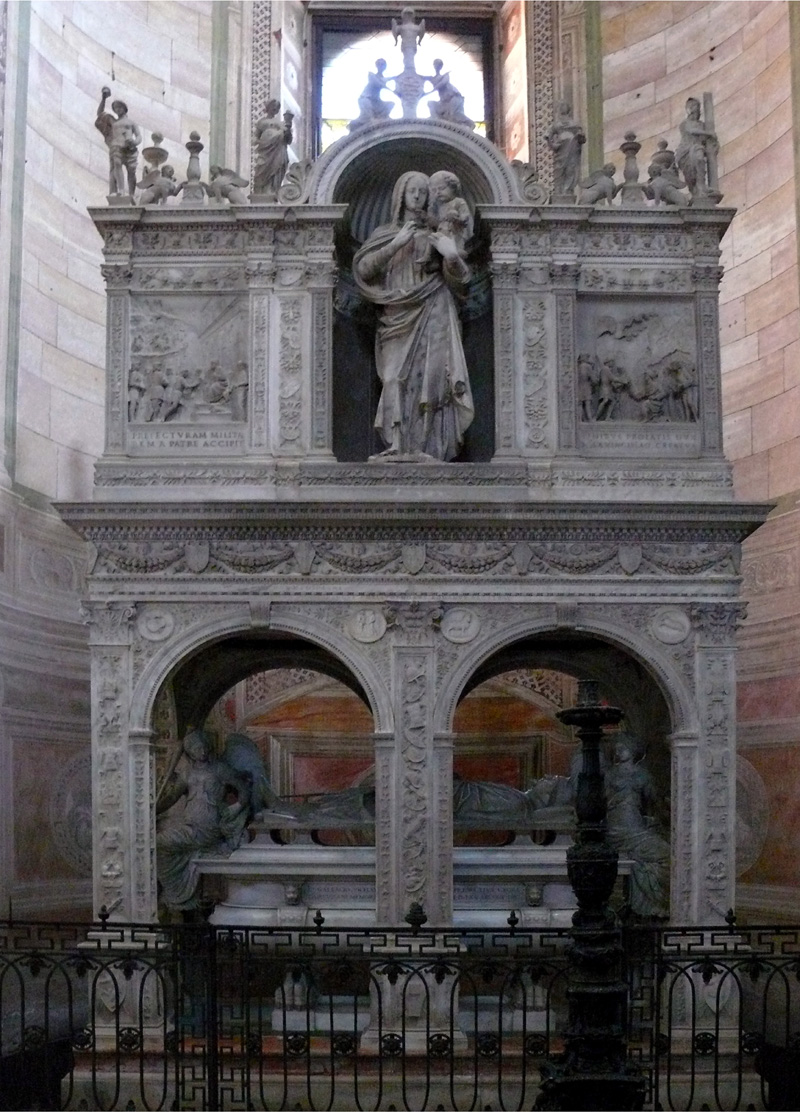
Giovanni Cristoforo Romano & Benedetto Briosco, Praalgraf van Gian Galeazzo Visconti, 1494–1497, Certosa di Pavia

Aan het eind van zijn leven heerste Visconti over een groot deel van Noord-Italië, maar de beide stadstaten Bologna en Florence bleven zich verzetten. In 1402 viel hij deze twee steden aan, waarna Bologna zich ten slotte overgaf. Ook voor de Florentijnen, die werden geplaagd door hongersnood en epidemieën, leek de situatie uitzichtloos, maar toen Gian Galeazzo later dat jaar overleed, werd de belegering gestaakt.
Gian Galeazzo Visconti stierf op 3 september 1402 aan de pest, 51 jaar oud, in het kasteel van Melegnano, waar hij zijn toevlucht had gezocht na de uitbraak van de epidemie. De weelderige begrafenis vond plaats in Milaan. In zijn testament had hij opdracht gegeven zijn lichaam te begraven in de Certosa di Pavia, die hij vanaf 1396 had laten bouwen, terwijl hij zijn hart naliet aan de basiliek San Michele Maggiore in Pavia en zijn ingewanden aan het Sint-Antoniusklooster in Vienne. Na zijn dood viel het rijk snel uiteen, toen de nazaten van Visconti onderling ruzie kregen over de opvolging als hertog.
In 1889 werd zijn graf geopend en werden zijn beenderen, samen met die van zijn eerste vrouw Isabella, bestudeerd door Giovanni Zoja, hoogleraar anatomie aan de Universiteit van Pavia. Hij stelde vast dat de eerste hertog van Milaan naar de maatstaven van die tijd erg lang was: ongeveer 1,86 meter, terwijl een lok van zijn haar bevestigde dat zijn haar blond was en naar rood neigde. Tijdens het onderzoek werden ook een fragment van zijn lijkwade en een beschilderde keramische albarello met het wapen van Visconti gevonden, die worden bewaard in de Musei Civici van Pavia.

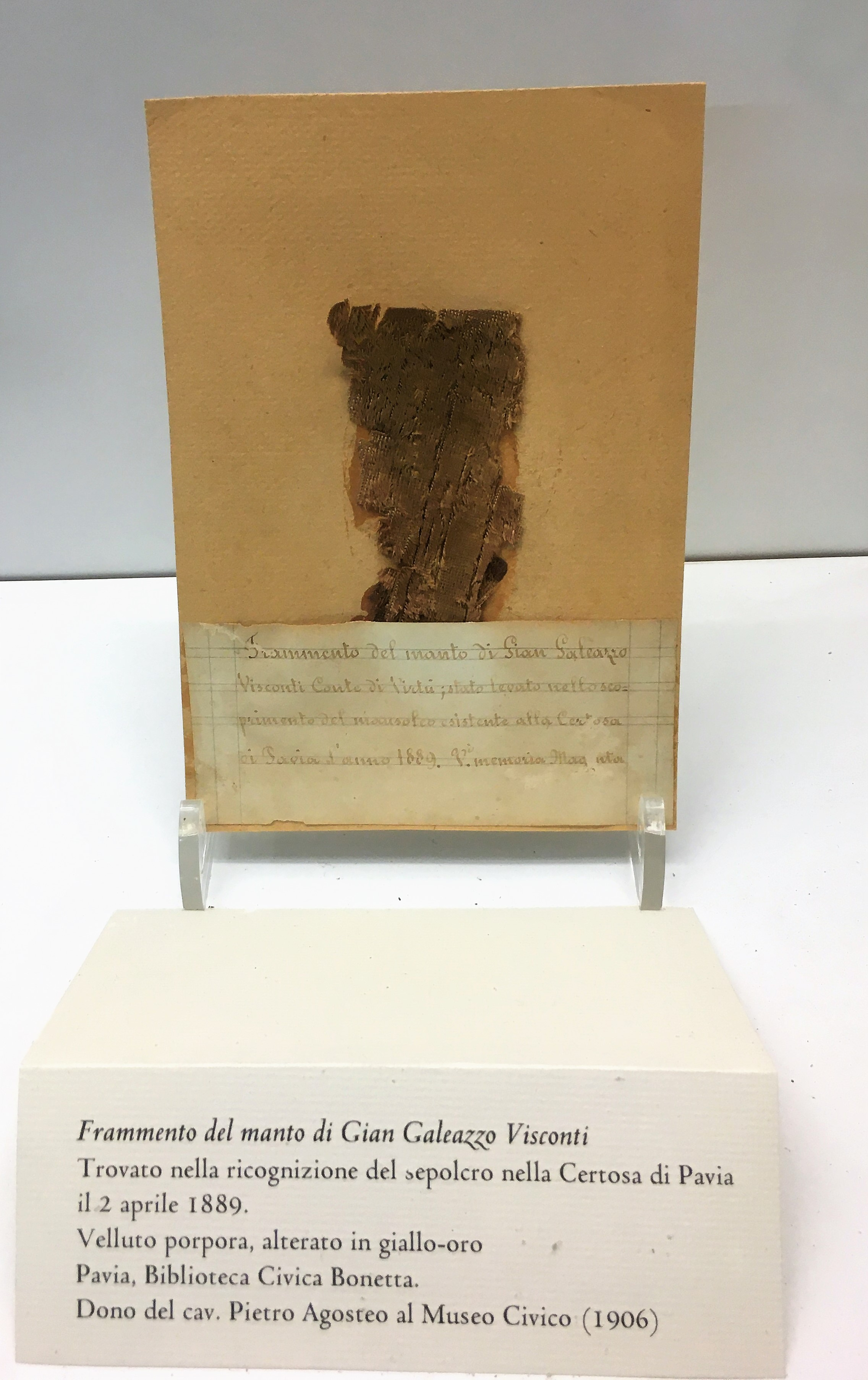
Fragment van de lijkwade van Gian Galeazzo Visconti
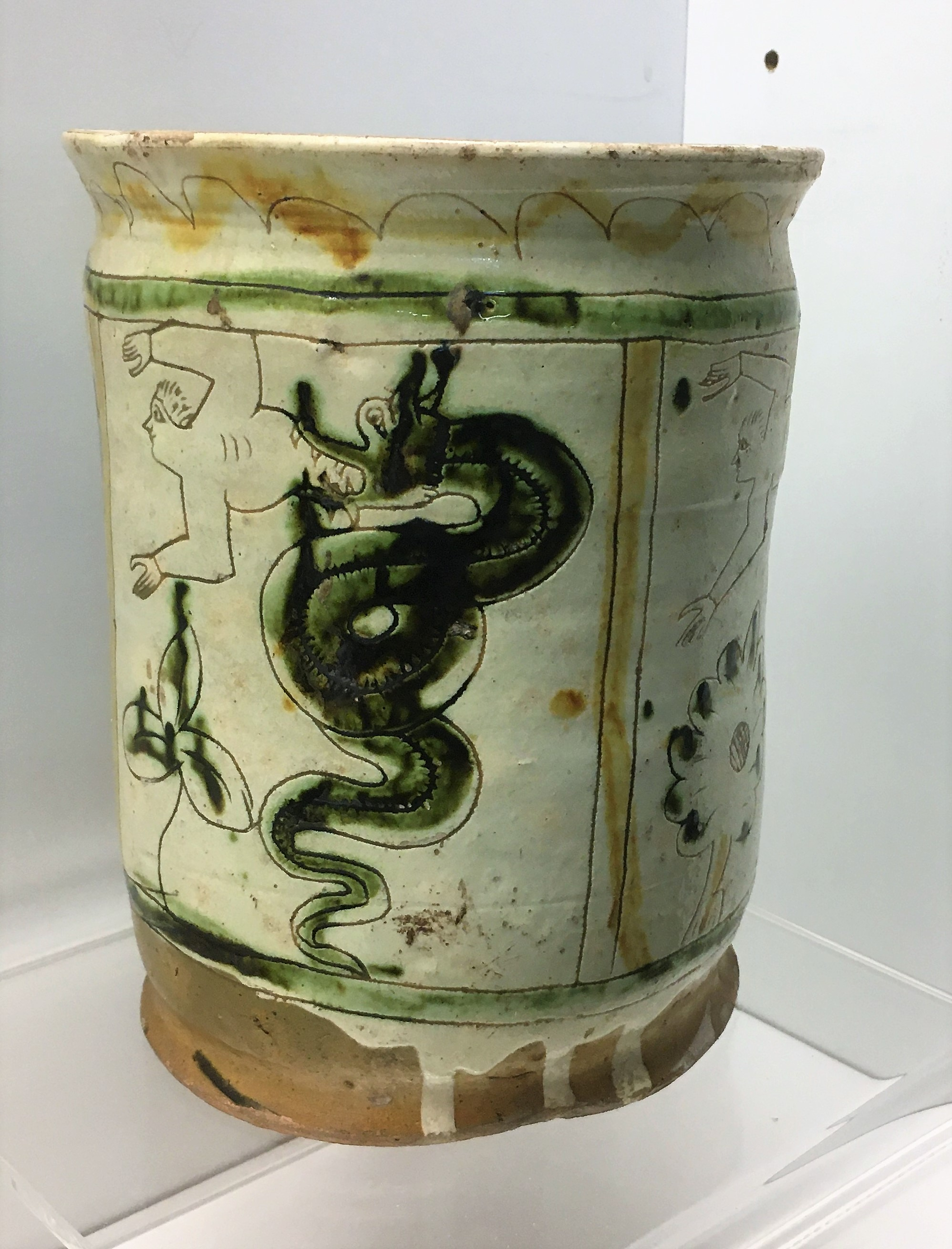
Albarello, aangetroffen in het graf van Gian Galeazzo Visconti

## Bestuur
Gian Galeazzo maakte van zijn geboortestad Pavia de tweede hoofdstad en hofzetel van het hertogdom, wat onder andere inhield dat Pavia – naast Milaan – ook een administratief centrum werd. Pavia speelde een belangrijke rol in zijn ambities om als koning erkend te worden. De stad had voor de Visconti's een sterke symbolische waarde: de stad was vroeger de hoofdstad geweest van het Longobardische Rijk en later (tot de elfde eeuw) van het Koninkrijk Italië, en de Visconti's wilden juist verwijzen naar die voorgeschiedenis om hun koninklijke aanspraken te legitimeren. Gian Galeazzo stichtte er ook de Certosa di Pavia als een dynastiek pantheon.
Visconti zorgde voor een behoorlijke administratie en voor de nodige zorg bij het opmaken van documenten. Elke order of discussie moest schriftelijk worden vastgelegd en gearchiveerd.

## Nalatenschap
Onder de regeerperiode van Gian Galeazzo werd ook de eerste steen van de Kathedraal van Milaan gelegd.

## Huwelijk en kinderen

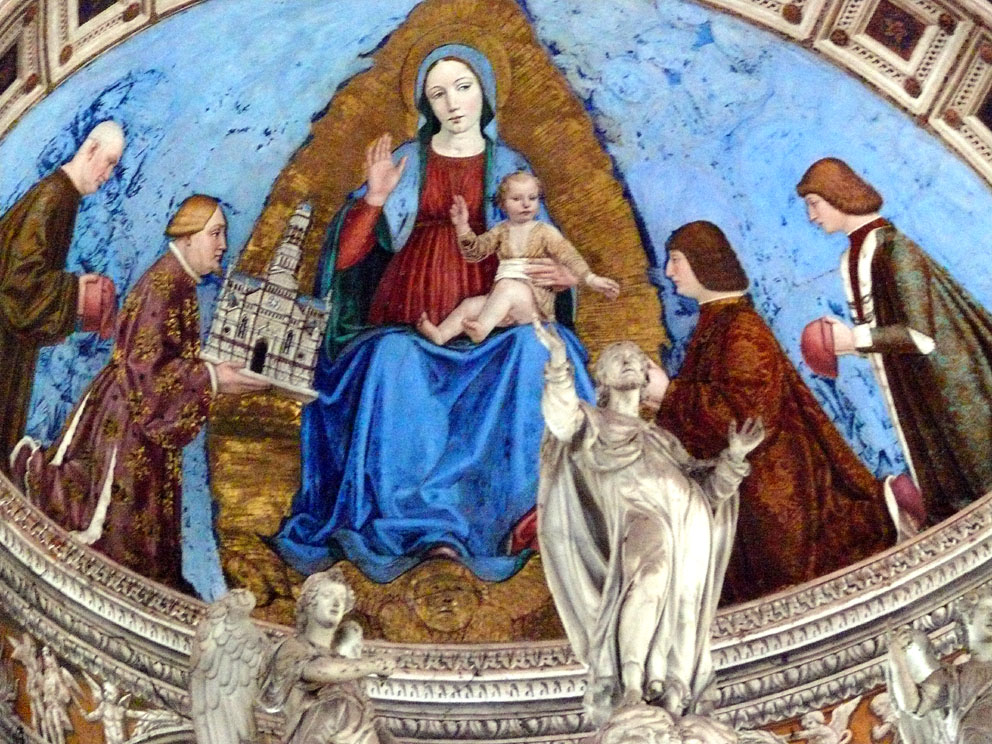
Il Bergognone, Gian Galeazzo Visconti en zijn drie zonen bieden de Certosa aan de Madonna met Kind aan, 1490-1495, fresco, Certosa di Pavia

Gian Galeazzo Visconti was eerst gehuwd met Isabella van Frankrijk en vervolgens met zijn nicht Caterina Visconti.
Kinderen uit het eerste huwelijk:
- Gian Galeazzo (1366-1373)
- Azzone (1368-1380)
- Valentina (1370-1408), gehuwd met Lodewijk I van Orléans
- Carlo (1372-1372)

Kinderen uit het tweede huwelijk:
- Gian Maria (1388-1412)
- Filippo Maria (1392-1447)

Buitenechtelijke kinderen:
- Gabriele Maria
- Antonio

## Voorouders
| Voorouders van Gian Galeazzo Visconti (1351-1402) | Voorouders van Gian Galeazzo Visconti (1351-1402)                 | Voorouders van Gian Galeazzo Visconti (1351-1402)                 | Voorouders van Gian Galeazzo Visconti (1351-1402)                 | Voorouders van Gian Galeazzo Visconti (1351-1402)                 | Voorouders van Gian Galeazzo Visconti (1351-1402)                 | Voorouders van Gian Galeazzo Visconti (1351-1402)                 | Voorouders van Gian Galeazzo Visconti (1351-1402)                     | Voorouders van Gian Galeazzo Visconti (1351-1402)                     |
| ------------------------------------------------- | ----------------------------------------------------------------- | ----------------------------------------------------------------- | ----------------------------------------------------------------- | ----------------------------------------------------------------- | ----------------------------------------------------------------- | ----------------------------------------------------------------- | --------------------------------------------------------------------- | --------------------------------------------------------------------- |
| Overgrootouders                                   | Matteo I Visconti (1250-1322) ∞ Bonacossa Borri (-)               | Matteo I Visconti (1250-1322) ∞ Bonacossa Borri (-)               | Bernabò Doria (1273-1343) ∞ Eliana Fieschi (1318-1342)            | Bernabò Doria (1273-1343) ∞ Eliana Fieschi (1318-1342)            | Amadeus V van Savoye (1249-1323) ∞ Sybilla van Bauge (1255-1294)  | Amadeus V van Savoye (1249-1323) ∞ Sybilla van Bauge (1255-1294)  | Theodoor I van Monferrato (1291–1338) ∞ Argentina Spinola (1295-1337) | Theodoor I van Monferrato (1291–1338) ∞ Argentina Spinola (1295-1337) |
| Grootouders                                       | Stefano Visconti (1287-1327) ∞ Valentina Doria (-)                | Stefano Visconti (1287-1327) ∞ Valentina Doria (-)                | Stefano Visconti (1287-1327) ∞ Valentina Doria (-)                | Stefano Visconti (1287-1327) ∞ Valentina Doria (-)                | Aymon van Savoye (1291-1343) ∞ Yolande van Montferrat (1318-1342) | Aymon van Savoye (1291-1343) ∞ Yolande van Montferrat (1318-1342) | Aymon van Savoye (1291-1343) ∞ Yolande van Montferrat (1318-1342)     | Aymon van Savoye (1291-1343) ∞ Yolande van Montferrat (1318-1342)     |
| Ouders                                            | Galeazzo II Visconti (1320-1387) ∞ Blanche van Savoye (1336-1387) | Galeazzo II Visconti (1320-1387) ∞ Blanche van Savoye (1336-1387) | Galeazzo II Visconti (1320-1387) ∞ Blanche van Savoye (1336-1387) | Galeazzo II Visconti (1320-1387) ∞ Blanche van Savoye (1336-1387) | Galeazzo II Visconti (1320-1387) ∞ Blanche van Savoye (1336-1387) | Galeazzo II Visconti (1320-1387) ∞ Blanche van Savoye (1336-1387) | Galeazzo II Visconti (1320-1387) ∞ Blanche van Savoye (1336-1387)     | Galeazzo II Visconti (1320-1387) ∞ Blanche van Savoye (1336-1387)     |